# Blokáda Krymu ze strany Ukrajiny (2015)
Ekonomická blokáda Krymu ze strany Ukrajiny je akcí ukrajinských nevládních organizací a zároveň oficiální opatření ukrajinské vlády s cílem zabránit ekonomickému spojení s Krymem, který byl připojen k Ruské federaci na konci března 2014. Blokáda Krymu začala 20. září 2015 (na popud skupiny Krymskotatarského národního sněmu). Záměrem této akce bylo přerušení dodávek potravin. 28. září začala blokáda železniční tratě, po které byly dodávány suroviny (ilmenitové rudy) do největšího krymského průmyslového podniku - firmy Ukrainian Chemical Products ve městě Armjansk.
V říjnu 2015 podnikli krymskotatarští a ukrajinští aktivisté první pokusy o energetickou blokádu Krymu. Na území Chersonské oblasti poškodili elektrické vedení spojující poloostrov s Ukrajinou. 20. – 22. listopadu 2015 se toto podařilo a byly poškozeny čtyři elektrické přenosové soustavy. Výsledkem bylo přerušení dodávek elektrické energie na Krym a do přilehlých částí Ukrajiny. V Krymském federálním okruhu byl vyhlášen stav nouze.  
23. listopadu 2015 ukrajinská vláda dočasně zakázala i pohyb nákladních vozidel přes hranice s Krymem a vyhlásila oficiální obchodní blokádu Krymu.

## Chod událostí

### Požadavky aktivistů
8. září 2015 byl na tiskové konferenci v Kyjevě předložen dokument Požadavky účastníků občanské blokády Krymu na vládu Ruské federace. Tento dokument sepsali iniciátoři akce – ukrajinský poslanec Mustafa Džemilev, předseda Krymskotatarského národního sněmu, ukrajinský poslanec Refat Čubarov a viceprezident Celosvětového kongresu krymských Tatarů, podnikatel Lenur Isljamov. Mezi požadavky bylo mimo jiné i osvobození ukrajinských politických vězňů, ukončení pronásledování krymských Tatarů, vytvoření svobodných pracovních podmínek pro ukrajinská média a zahraniční novináře a také zrušení zákazu vstupu na Krym vůdcům krymskotatarského národa Mustafovi Džemilevovi a Refatovi Čubarovovi.

### Akce
Blokáda začala v poledne 20. září  2015 zároveň na třech kontrolních stanicích v Chersonské oblasti. Cesty byly přehrazeny betonovými bloky, které bránily nákladním automobilům v průjezdu. 28. září byla stejnými betonovými bloky přehrazena i železniční trať do Armjansku.
Ukrajinský prezident Petro Porošenko, který akci podporoval, oznámil, že jejím cílem je „co nejrychlejší obnova státní suverenity na celém poloostrově“. Podle Porošenka obdrželi vojáci a  Ministerstvo vnitra rozkaz zajistit pořádek a zabránit provokacím v průběhu akce.
8. října poslanec Džemilev oznámil, že zboží z Ukrajiny obcházelo pevninské blokády a dostávalo se na Krym na nákladních lodích plujících po moři přes přístavní město Skadovsk a také nákladními automobily přes Rostov na Donu. Džemilev o tom informoval Porošenka. 
V noci na 6. října byla neznámými pachateli poškozena trafostanice jedné elektrické přenosové soustavy přivádějící elektřinu na Krym. Pravý sektor zpočátku prohlašoval, že s tímto incidentem nemá nic společného a označil ho za provokaci, která měla diskreditovat blokádu Krymu. Později se spojili aktivisté Pravého sektoru s aktivisty z Ukrajinské národní gardy Azov a stoupenci Krymskotatarského národního sněmu. Společně bránili i v opravě trafostanice. 
2. listopadu informoval Pravý sektor, že do Chersonské oblasti na administrativní hranici s Krymem přijely posily z Kremenčugu, Ternopilu, Dněpropetrovska, Lvova, Kyjeva a Poltavy. Důvod – možné provokace.
20. – 22. listopadu byly kvůli zničeným elektrickým přenosovým soustavám dodávajícím na poloostrov elektrickou energii z Ukrajiny zcela přerušeny dodávky elektřiny. Aktivisté několik dní bránili opravám a obnovení dodávek proudu. V krymském federálním okruhu byl vyhlášen stav nouze, protože místní elektrárny dokázaly pokrýt spotřebu energie pouze ze třiceti procent.

## Reakce

### Ukrajinská veřejnost
Akci podporovali aktivisté dobrovolnického batalionu územní obrany Ajdar, organizace Pravý sektor a také představitelé Ukrajinské národní gardy Azov.
Podle předsedy oděské Regionální státní správy Michaila Saakašviliho měla být blokáda Krymu provedena oficiálně a ne prostřednictvím veřejných organizací a aktivistů.
Podle vedoucího parlamentní frakce Opoziční blok Jurije Bojka byla opravdovým cílem blokády destabilizace země. „Na východě se už několik týdnů nestřílí. Je zřejmé, že se radikalisté snaží vytvořit nový bod destabilizace, narušit situaci v zemi. A vláda, vědomě nebo nevědomě, tuto provokaci podněcuje,“ dodal politik.

### Ukrajinští podnikatelé
Největší znepokojení vyvolala potravinová blokáda Krymu u vinařů, protože nemohli splnit zakázky na Krymu. To řekl agentuře Interfax Ukrajina první náměstek generálního ředitele korporace Ukrvinprom Vladimír Kučrenko.
Na pivovarském průmyslu se potravinová blokáda Krymu nijak nepodepsala.

### Mezinárodní společenství
29. září 2015 vystoupil asistent generálního tajemníka OSN Ivan Šimonovič před Radou OSN s projevem o situaci na Ukrajině, ve kterém řekl, že ekonomická blokáda Krymu pouze zesílila neshody mezi Kyjevem a Simferopolem a zvětšila tak problémy obou zemí.

## Následky blokády a přijatá opatření

### Obchodní blokáda
Téměř okamžitě po začátku blokády podepsalo zhruba 30 obchodních sítí a výrobců dodávajících zboží na Krym memorandum s krymskou vládou o vzájemném porozumění. Cílem memoranda bylo stabilizovat cenovou situaci na spotřebitelském trhu a zastavit možný cenový růst.
V Republice Krym byla vytvořena strategická zásoba potravin. Ta měla podle krymského ministra průmyslu Andreje Skrinnikova zabránit růstu cen a nedostatku zboží v případě, že by byl Kerčenský trajekt z jakýchkoliv důvodů mimo provoz.
Podle údajů Státní služby statistiky Ukrajiny se v září 2015 dovoz zboží z Ukrajiny na Krym snížil ve srovnání se srpnem téhož roku o 31,1 % (44,5 mil. dolarů).